# انقلاب کمی
انقلاب کمی (به انگلیسی:quantitative revolution؛ سرواژه:QR) یک جابجایی پارادایم بود که منجر به توسعه روش‌شناسی دقیق‌تر و سامانه‌مندتر در رشته جغرافیا شد. این انقلاب به عنوان پاسخی به عدم کفایت جغرافیای ناحیه‌ای برای توضیح پویایی کلی فضایی به وجود آمد. ادعای اصلی انقلاب کمی این است که این انقلاب منجر به تغییر از جغرافیای توصیفی (یکه‌نگار) به جغرافیای قانون‌ساز تجربی (قانون‌نگر) شد. انقلاب کمی در طول دهه‌های ۱۹۵۰ و ۱۹۶۰ میلادی رخ داد و تغییر سریعی را در روش تحقیقات جغرافیایی، از جغرافیای ناحیه‌ای به یک علم فضایی (ژئوماتیک) را ایجاد کرد.
در تاریخ جغرافیا، انقلاب کمی یکی از چهار نقطه عطف اصلی جغرافیای مدرن است – سه نقطه دیگر جبرگرایی جغرافیایی، جغرافیای ناحیه‌ای و جغرافیای تحلیلی/انتقادی (جی ای اس کیفی) است. انقلاب کمی با ظهور زیرشاخه جغرافیای فنی این رشته، که شامل علم اطلاعات جغرافیایی، ژئوانفورماتیک و تجزیه و تحلیل فضایی است، به اوج خود رسید.
انقلاب کمی پیشتر در اقتصاد و روان‌شناسی و همزمان در علوم سیاسی و سایر علوم اجتماعی و به میزان کمتری در تاریخ رخ داده بود.